# Yaki Kadafi
Yafeu Akiyele Fula (New York, 9 oktober 1977 – Orange (New Jersey), 10 november 1996), beter bekend onder het pseudoniem Yaki Kadafi (ook wel Young Hollywood), was een Amerikaanse rapper. Ook was hij een van de oprichters van de rapformatie Outlaw Immortalz en vriend en peetbroer van Tupac Shakur.

## Biografie

### Jeugd
Yafeu Akiyele Fula was de zoon van Yaasmyn Fula en Sekou Odinga, een politieke gevangene die nu nog zit opgesloten. Zijn ouders waren beiden lid van de Black Panther Party samen met Tupacs moeder Afeni Shakur. Kadafi stond bekend als iemand die rebelleerde tegen de autoriteiten. Hij zei altijd zijn mening en daagde de autoriteiten uit. De familie van Yafeu had vroeger een sterke band met de familie van Tupacs familie gekregen toen ze bij de Panther 21 zaten in New York. Tupac en Kadafi werden onafscheidbare vrienden die samen opgroeiden en soms ook in hetzelfde huishouden woonden.
Er waren plannen van Kadafi om samen met de rapper Hussein Fatal (later ook lid van de Outlawz) het rapduo te vormen 'Fatal-N-Felony', maar hiervan is niet veel terechtgekomen.

### Thoro Headz & Dramacydal
Kadafi zat in de rapformatie Thoro Headz, bestaande uit K-Dog (Kastro), Big Malcolm (E.D.I. Mean) en hijzelf (toen Young Hollywood). Later kwam de rapper Mutah (Napoleon) erbij en veranderde ze de naam van Thoro Headz in Dramacydal.

### Outlaw
Toen Tupac in 1995 vast zat voor aanranding van een 19-jarige fan, zou Kadafi Tupac elke dag bezoeken. Tijdens een van deze bezoeken hebben Tupac en Kadafi besloten om de groep Outlawz te vormen. Toen de Outlawz waren opgericht veranderde Yafeu zijn artiestennaam Young Hollywood in Yaki Kadafi, naar de Libische leider Moammar al-Qadhafi. Uiteindelijk kwam Tupac vrij eind '95 en ging samen met Kadafi naar Death Row Records, waarna Kadafi samen met Tupac te horen was op het album "All Eyez On Me" dat negen keer met platinum werd bekroond en #1 stond op de Billboard 200. Hij was ook te horen op de single Hit 'Em Up, die uitkwam op 4 juni 1996 (Death Row Records/Interscope. Ook was Hit 'Em Up te horen op het verzamelalbum Death Row: The Singles Collection, op 2Pac's Greatest Hits, en op het verzamelalbum Death Row Greatest Hits.
De Outlawz bestonden uit 2Pac, Hussein Fatal, Kastro, Napoleon, Mussolini, E.D.I. Mean, Komani, Storm, Young Noble en Kadafi. Alle leden van de Outlawz op Storm en Young Noble na zijn vernoemd naar vijanden van Amerika, uit het heden en uit het verleden.
De alias 'Yaki' komt van Yafeu Akiyele.

### Tupacs dood
Op 7 september 1996 werd Tupac neergeschoten in een drive-by shooting in de Las Vegas Strip. Tupac bleef nog 7 dagen leven. Kadafi zat in de auto recht achter die van Shakur. Hij zag hoe de witte Cadillac naast Shakur ging rijden, waarna ze het vuur openden. Kadafi kon een van de daders identificeren. Op 13 september 1996 stierf Tupac. Kadafi was verbijsterd over het verlies van zijn goede vriend en keerde meteen terug naar New Jersey, voordat rechercheurs zijn getuigenverklaring konden afnemen.

### Dood
Op 10 november 1996, twee maanden na Tupacs dood, werd Kadafi midden in de nacht ineengezakt gevonden in een trappenhuis van een bouwterrein. Hij had een schotwond in zijn hoofd. Hij had zijn kogelvrij vest nog aan.
Bij een bezoek aan zijn vriendin in New Jersey zou hij doodgeschoten zijn. Een van de leden van de Outlawz, Napoleon, vertelde in het hip-hopmagazine The Source dat zijn neef Roddy hem had neergeschoten toen Roddy en Kadafi beiden onder invloed waren van alcohol en drugs. Er is ook een gerucht dat zijn dood over geld ging.
Een ander populair gerucht om de dood van Yafeu is dat hij vermoord werd omdat hij een van de daders van de moord op Tupac had weten te identificeren.
Twee jaar na de dood van Kadafi heeft Napoleon zijn neef weten te overtuigen om zichzelf aan te geven voor de moord op Kadafi.

## Discografie (postuum)
Solo Album
- Son Rise Vol.1 (2004) (Havenotz Entertainment)

Met Tha Outlawz
- Still I Rise (1999) (Death Row/Intercope)

Samenwerkingen
- All Eyez on Me (Tupac Shakur album) (All bout U; When We Ride)
- Until the End of Time (Tupac Shakur album) (Runnin' on E; You Don't Have 2 Worry)
- The Don Killuminati: The 7 Day Theory (Tupac Shakur album) (Hail Mary; Just Like Daddy)
- Greatest Hits (Tupac Shakur album) (Hail Mary; Me Against the World; Hit 'em up; All About U)
- Better Dayz (Tupac Shakur album) (Fuck 'em All; Late Night; There U Go; They Don't Give a Fuck About Us)
- Tupac: Resurrection (soundtrack)|Tupac Resurrection (Tupac Shakur album) (Secrets of War; Starin' Through My Rear View)
- Pac's Life (Tupac Shakur album) (Soon As I Get Home; Don't Stop; Untouchable)

- Library of Congress Control Number: no2017030215
- MusicBrainz: d4073996-dbaa-46b9-a34a-90f13d108fba
- Virtual International Authority File: 4953148997645459870005
- WorldCat: E39PBJgRQhbpfpXDFYbDTgQpfq